# Karl Plunder
Karl Plunder (* 3. Juli 1909 in Fiume; † 22. Februar 1978 in Braunau am Inn) war ein österreichischer Pädagoge und Botaniker, der sich auf das Fachgebiet der Phykologie (= Algenkunde) spezialisiert hatte.

## Leben

### Herkunft und Ausbildung
Er kam als Sohn des k. u. k. Marineoffiziers Carl Plunder (1865–1931) und dessen Ehefrau Maria Antonia (1877–1935) in der adriatischen Küstenstadt Rijeka zur Welt, die damals unter dem Namen Fiume eine ungarisch regierte Sonderverwaltungszone innerhalb der Doppelmonarchie Österreich-Ungarn war. Infolge der Verlegung der Marineakademie zog die Familie 1915 nach Braunau am Inn in Oberösterreich. Plunder besuchte zunächst die dortige Bürgerschule und dann ab 1923 die Realschule in Salzburg, wo er 1928 seine Matura ablegte. Anschließend immatrikulierte er sich für ein Studium der Naturwissenschaften an der Leopold-Franzens-Universität in Innsbruck. Im Jahr 1931 wechselte er an die Deutsche Universität in Prag.

### Berufliche Karriere
Während des Zweiten Weltkrieges geriet er in Kriegsgefangenschaft. Nach seiner Rückkehr arbeitete er ab 1952 als Lehrer am Dr.-Güldenapfel-Gymnasium in der deutschen Kleinstadt Simbach am Inn, die direkt gegenüber von Braunau am anderen Ufer des Flusses liegt. In späteren Jahren lehrte er dort auch an der Berufsschule und gab Italienischkurse an der Volkshochschule.
Abseits seines Hauptberufes untersuchte Plunder – bereits seit seiner Studienzeit – die Algenpopulationen in den Moorseen des oberösterreichischen Innviertels. Im Laufe der Jahrzehnte erwarb er sich große Verdienste um die limnologisch-botanische Erforschung dieses Gebietes. Zwar publizierte er selbst nur einen einzigen Fachartikel; seine Bedeutung liegt aber in der intensiven Zusammenarbeit mit Fachkollegen. Er unterstützte sie nicht nur durch seine Ortskenntnis, sondern übernahm vielfach auch in deren hydrobiologischen Forschungen die Analyse sowie die quantitative und qualitative Bestimmung des Planktons beziehungsweise der Algen.
Plunder war kinderlos und starb 1978 im Alter von 68 Jahren durch Suizid.

## Publikation
- Eine Algeninvasion im Holzösterersee. In: Jahrbuch des Oberösterreichischen Musealvereines. Band 111, Linz 1966, S. 499–500 (zobodat.at [PDF]).